# کروچتسه
کروچتسه (به لهستانی:  Kroczyce) یک روستا در لهستان است که در گمینا کروچتسه واقع شده‌است.
 کروچتسه  ۱٬۵۰۰ نفر جمعیت دارد.